# Kirchtagsmichl
Der Kirchtagsmichl, mundartlich Kirschtamichl oder Kirchtamichl genannt, ist ein Tiroler Kirchtagsbrauch im östlichen Landesteil. Der Brauch geht auf den Maibaum zurück und hat bayrische Wurzeln, weshalb sich der Brauch in Varianten im gesamten bairischen Sprachgebiet findet. In Tirol lässt sich dabei ein in Nordsüd-Richtung verlaufende Brauchtumsgrenze erkennen. Im östlichen Bereich sowohl in Nordtirol als auch im Pustertal, das sich auf Südtirol und Osttirol erstreckt, ist er als Kirchtagsmichl verbreitet, im übrigen Nord- und Südtirol als Maibaum.
Beim Kirchtagsmichl handelt es sich um einen langen Baum, der zur Kirchtagsfeier aufgestellt wird. An der Spitze des Baumes wird eine Strohpuppe befestigt, die mit einer Lederhose, einem weißen Hemd und einem Hut bekleidet ist. Die Puppe (Michl) hält in einer Hand einen „Pusterer Krapfen“ und in der anderen eine Flasche Wein. Der Kirchtagsmichl ähnelt dem Maibaum-Brauch und scheint eine den klimatischen Bedingungen und Arbeitszyklen der Landwirtschaft im Hochgebirge angepasste Variante zu sein. In Südtirol westlich der Mühlbacher Klause war der Brauch im 20. Jahrhundert fast abgekommen. Inzwischen wird er an mehreren Orten (z. B. Sterzing, Terlan, Kaltern, Unterinn, Auer, Deutschnofen) wieder praktiziert.
Eine andere Variante des Maibaums, die an den Kirchtagsmichl erinnert, sind die Kirchweihbäume im östliche Österreich (Niederösterreich, nördliches Burgenland), die auch Jakobibaum genannt wurden. Allen Varianten gemeinsam ist, dass der Baum in einem bestimmten Zeitfenster straffrei „gestohlen“ werden kann. Die Dauer des Zeitfensters und damit verbundene Details können von Variante zu Variante und Ort zu Ort verschieden sein. In Teilen des Oberpustertals und Osttirols (Sillian, Strassen, Dölsach, St. Jakob in Defereggen) hat sich der Brauch als Maibaum im Frühjahr gehalten.
Ähnlich wie beim Maibaumstehlen war das „Stehlen“ des Kirchtagsmichls vor allem durch Angehörige des Nachbardorfes weit verbreitet, weshalb Wachen den Baum beaufsichtigten, die regelmäßig von der Bevölkerung mit Speisen und Getränken versorgt wurden. Der Kirchtagsmichl besitzt mittlerweile in manchen Orten nur noch symbolischen Charakter und wird nicht mehr gestohlen. Vielmehr stehen heute das um den Brauch gefeierte Volksfest mit typischen Südtiroler Spezialitäten und der Aufmarsch von Musikkapellen im Mittelpunkt. Nach dem Fest wird der Michl am nachfolgenden Montag wieder niedergebracht. In manchen Orten folgt eine öffentliche Versteigerung der Puppe, der Erlös geht teilweise gemeinnützigen Zwecken und den Aufstellern des Michls zu. In einigen Orten hält sich das Stehlen noch (z. B. Winnebach, Sexten).
Etymologisch ist das Grundwort -michl auf mittelhochdeutsch „michel“ in der Bedeutung von „groß“ zurückzuführen, womit die Länge der Stange gemeint ist. Die Bedeutung trifft sich aber auch mit der zeitlichen Verlegung des Maibaum-Brauches auf den Herbst mit dem Fest des Erzengels Michael am 29. September und weist auf die Christianisierung des älteren, germanischen Fruchtbarkeitsbrauchtums und die Verbindung mit dem Kirchweihfest hin.